# La Cluse
La Cluse ist eine ehemalige französische Gemeinde mit 52 Einwohnern (Stand: 1. Januar 2019) im Département Hautes-Alpes in der Region Provence-Alpes-Côte d’Azur. Sie gehörte zum Arrondissement Gap. Die Bewohner werden Cluziards und Cluziardes genannt.
Der Erlass des Präfekten vom 2. Oktober 2012 legte mit Wirkung zum 1. Januar 2013 die Eingliederung von La Cluse zusammen mit den früheren Gemeinden Saint-Étienne-en-Dévoluy, Saint-Disdier und Agnières-en-Dévoluy zur Commune nouvelle Dévoluy fest. Der ursprünglich eingeräumte Status als Commune déléguée wurde vom Gemeinderat nachträglich widerrufen.

## Geografie

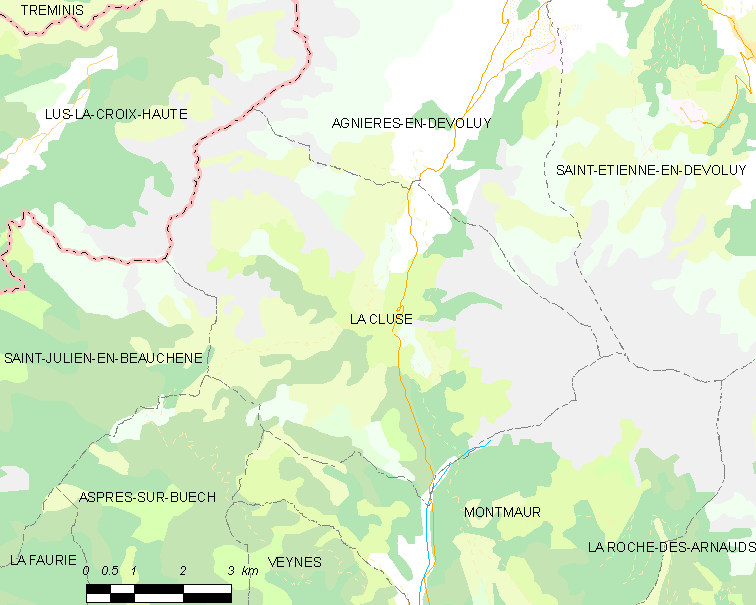
Karte von La Cluse

La Cluse liegt etwa 61 Kilometer südsüdöstlich von Grenoble und etwa 20 Kilometer nordwestlich von Gap in der Région naturelle des Dévoluy im Südosten der historischen Landschaft der Dauphiné. Der Ort befindet sich im Nordwesten des Départements an der Grenze zum benachbarten Département Drôme.
Der Ort liegt in der Gebirgslandschaft des Dévoluy-Massivs ist im Westen und Osten von Bergketten eingeschlossen mit der höchsten Erhebung von 2683 m mit dem Gipfel des Tête de la Cluse im Osten. Entwässert wird das Gebiet durch das Flüsschen Béoux mit seinen Zuflüssen. der nach Süden hin abfließt und dort in den Petit Buëch mündet. Das Zentrum liegt auf etwa 1235 m. Der tiefste Punkt wird mit 1027 m im äußersten Süden am Austritt des Béoux aus dem Ortsgebiet gemessen.
Umgeben wird La Cluse von den Nachbargemeinden und dem Ortsteil von Dévoluy:
| Lus-la-Croix-Haute (Drôme) |                                             | Agnières-en-Dévoluy (Ortsteil) |
| Saint-Julien-en-Beauchêne  | Kompassrose, die auf Nachbargemeinden zeigt |                                |
| Aspres-sur-Buëch           |                                             | Montmaur                       |

## Bevölkerungsentwicklung
| La Cluse: Einwohnerzahlen von 1793 bis 2019                                                                                | La Cluse: Einwohnerzahlen von 1793 bis 2019 | La Cluse: Einwohnerzahlen von 1793 bis 2019 | La Cluse: Einwohnerzahlen von 1793 bis 2019 | La Cluse: Einwohnerzahlen von 1793 bis 2019 |
| --- | ------------------------------------------- | ------------------------------------------- | ------------------------------------------- | ------------------------------------------- |
| Jahr |                                             |                                             |                                             | Einwohner                                   |
| 1793 | 1793                                        |                                             | 365                                         | 365                                         |
| 1800 | 1800                                        |                                             | 368                                         | 368                                         |
| 1806 | 1806                                        |                                             | 425                                         | 425                                         |
| 1821 | 1821                                        |                                             | 432                                         | 432                                         |
| 1831 | 1831                                        |                                             | 374                                         | 374                                         |
| 1836 | 1836                                        |                                             | 352                                         | 352                                         |
| 1841 | 1841                                        |                                             | 384                                         | 384                                         |
| 1846 | 1846                                        |                                             | 390                                         | 390                                         |
| 1851 | 1851                                        |                                             | 363                                         | 363                                         |
| 1856 | 1856                                        |                                             | 321                                         | 321                                         |
| 1861 | 1861                                        |                                             | 310                                         | 310                                         |
| 1866 | 1866                                        |                                             | 274                                         | 274                                         |
| 1872 | 1872                                        |                                             | 250                                         | 250                                         |
| 1876 | 1876                                        |                                             | 256                                         | 256                                         |
| 1881 | 1881                                        |                                             | 262                                         | 262                                         |
| 1886 | 1886                                        |                                             | 268                                         | 268                                         |
| 1891 | 1891                                        |                                             | 261                                         | 261                                         |
| 1896 | 1896                                        |                                             | 270                                         | 270                                         |
| 1901 | 1901                                        |                                             | 278                                         | 278                                         |
| 1906 | 1906                                        |                                             | 261                                         | 261                                         |
| 1911 | 1911                                        |                                             | 261                                         | 261                                         |
| 1921 | 1921                                        |                                             | 167                                         | 167                                         |
| 1926 | 1926                                        |                                             | 179                                         | 179                                         |
| 1931 | 1931                                        |                                             | 122                                         | 122                                         |
| 1936 | 1936                                        |                                             | 109                                         | 109                                         |
| 1946 | 1946                                        |                                             | 80                                          | 80                                          |
| 1954 | 1954                                        |                                             | 59                                          | 59                                          |
| 1962 | 1962                                        |                                             | 42                                          | 42                                          |
| 1968 | 1968                                        |                                             | 39                                          | 39                                          |
| 1975 | 1975                                        |                                             | 44                                          | 44                                          |
| 1982 | 1982                                        |                                             | 40                                          | 40                                          |
| 1990 | 1990                                        |                                             | 35                                          | 35                                          |
| 1999 | 1999                                        |                                             | 54                                          | 54                                          |
| 2006 | 2006                                        |                                             | 53                                          | 53                                          |
| 2013 | 2013                                        |                                             | 44                                          | 44                                          |
| 2019 | 2019                                        |                                             | 52                                          | 52                                          |
| Quelle(n): EHESS/Cassini bis 1999, INSEE ab 2006 Anmerkung(en): Ab 1962 offizielle Zahlen ohne Einwohner mit Zweitwohnsitz |                                             |                                             |                                             |                                             |